# 中野宏一
中野宏一（なかの　こういち、1943年 - ）は、日本の商学者、神奈川大学経済学部貿易学教授。神奈川大学附属中・高等学校校長。専門は貿易学、貿易商務論。所属学会として日本貿易学会、国際ビジネスコミュニケーション学会、Ａｃａｄｅｍｙ　ｏｆ　Ｉｎｔｅｒｎａｔｉｏｎａｌ　Ｂｕｓｉｎｅｓｓ（米国）など。門下生にはトヨタ自動車執行役員宮崎洋一等。

## 略歴
1943年北海道函館市生まれ。1966年小樽商科大学商学部卒業。1972年早稲田大学大学院商学研究科修士課程修了。1975年同、博士課程修了。北海道銀行勤務、ＪＥＴＲＯ認定貿易アドバイザー試験の委員、小口輸入商社「姫ジュエリー」で輸入業務担当。1985年神奈川大学経済学部教授（中野ゼミ、貿易商務論、貿易マーケティング）。
2021年4月から2024年3月までは神奈川大学附属中・高等学校の校長を務めた。

## 著書
- 『貿易マーケティング・チャネル論』白桃書房 1988年
- 『最新貿易ビジネス』白桃書房　2004年
- 『わかりやすい貿易実務』　御茶の水書房　中野宏一／著 三村真人／著　2002年
- 『海外市場開拓のビジネス』白桃書房 2012年改訂版 中野宏一、春山貴広、他共著